# روسيل تايبيرت
روسيل تايبيرت (بالإيطالية: Russell Teibert)‏ (ولد في 22 ديسمبر 1992 بنياجارا فولز في كندا) هو لاعب كرة قدم إيطالي وكندي في مركز الوسط. شارك مع منتخب كندا تحت 17 سنة لكرة القدم ومنتخب كندا تحت 20 سنة لكرة القدم ومنتخب كندا لكرة القدم. أما مع النوادي، فقد لعب مع فانكوفر وايتكابس وVancouver Whitecaps FC Residency ‏ وفانكوفر وايتكابس (نادي كرة قدم) وVancouver Whitecaps FC U-23 ‏.

## وصلات خارجية
- روسيل تايبيرت على موقع الاتحاد الدولي (مؤرشف)  (الإنجليزية)
- روسيل تايبيرت على موقع الدوري الأمريكي (الإنجليزية)
- روسيل تايبيرت على موقع قاعدة بيانات كرة القدم.إي يو (الإنجليزية)
- روسيل تايبيرت على موقع ناشيونال فوتبول تيمز (الإنجليزية)
- روسيل تايبيرت على موقع Soccerbase.com (لاعب) (الإنجليزية)
- روسيل تايبيرت على موقع Soccerway.com (الإنجليزية)
- روسيل تايبيرت على موقع عالم كرة القدم.نت (الإنجليزية)
- روسيل تايبيرت على موقع AS.com (الإسبانية)